# Han (stato)

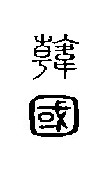
Stato di Han
(220 a.C.)

Lo stato di Han (韓國, Hánguó) (403 a.C.-230 a.C.) fu un regno cinese del Periodo dei regni combattenti.
Il territorio dello Stato di Han si collocava fra lo stato di Qin e le pianure del nord, e per questo motivo divenne bersaglio di frequenti operazioni militari. Nonostante i tentativi di riforma volti a rafforzare il potere, soprattutto sotto il legalista Shen Buhai, lo Stato di Han non riuscì ad opporsi all'espansione dello Stato di Qin, e fu conquistato nel 230 a.C.

## Storia
Secondo le Memorie di uno storico di Sima Qian, la famiglia Han era divenuta aristocratica sotto la dinastia Zhou. Gli Zhou avevano concesso il feudo di Hanyuan (韓原) alla famiglia Han. Nel 403 a.C. Jing di Han (韓景侯) si spartì il potente stato di Jin con Wen di Wei e Lie di Zhao, creando così gli Stati di Han, Wei e Zhao e dando inizio al Periodo dei regni combattenti. Il re Lie di Zhou fu costretto a riconoscere i nuovi stati e a concedere ai loro sovrani il titolo di marchese.
Lo Stato di Han ebbe il suo periodo più florido sotto il regno del marchese Xi. Il filosofo Shen Buhai (申不害) fu nominato cancelliere e le sue riforme contribuirono a rafforzare lo Stato.
Tuttavia, la posizione stessa dello Stato di Han, schiacciato fra i potenti stati di Chu, Qi, Qin e Wei, ne rendeva precaria l'esistenza. Durante il suo declino, lo Stato di Han non riuscì più a difendere i suoi territori dalle scorrerie dei potenti vicini e fu il primo dei sei stati ad essere conquistato dallo Stato di Qin nel 230 a.C.

## Apogeo
Il regno Han è ben lungi dall'aver avuto l'importanza dei suoi vicini Zhao e Wei; di portata molto più piccola, non ha svolto un ruolo politico così significativo.
Nel 375 a.C., gli Han conquistarono il vicino e in declino dello stato di Zheng e trasferirono la sua capitale nella città con lo stesso nome. Nel 351 a.C., un funzionario di Zheng, Shen Buhai, fu nominato Cancelliere dal marchese Zhao di Han (Han Zhao-hou), carica che mantenne fino alla sua morte nel 337 a.C.. In legismo convinto, Shen Buhai ha riformato con successo l'amministrazione Han. Le sue innovazioni sarebbero state successivamente riprese dagli altri Stati Combattenti.
Nel 322 a.C., il sovrano di Han, figlio del marchese Zhao, prese il titolo di re (wang). Era il re Xuanhui di Han (Han Xuanhui-wang).
Nonostante i suoi successi, gli Han avevano un territorio piccolo e senza sbocco sul mare tra regni più potenti, incluso Qin a ovest, di cui era spesso l'obiettivo.
Nel 293 a.C., il potere militare di Qin ha rotto le forze della coalizione degli stati Wei e Han nella battaglia di Yique.
I Qin invasero ancora gli Han nel 265 a.C., con l'intenzione di annettere la provincia di Shangdang (nell'attuale provincia di Shansi), interrompendo tutte le sue comunicazioni con il resto degli Han. Entro quattro anni, lo Shangdang completamente isolato era sull'orlo del collasso, quando il re di Han, disperato, decise di dare lo Shangdang al vicino regno di Zhao. Contro il consiglio dei suoi consiglieri, che credevano che avrebbe portato un disastro per il suo regno, il re di Zhao accettò il territorio nel 262 a.C. Questi eventi culminarono nello scontro più mortale dell'intero periodo, la battaglia di Changping.

## Caduta
Il regno di Han fu il primo a cadere contro gli eserciti di Qin, durante la grande campagna di unificazione lanciata dal re Ying Zheng. Essere in pericolo dal 234 a.C. DC, il re Ji An di Han inviò il suo parente Han Fei Zi a perorare la sua causa con il re di Qin. Ma quest'ultimo trattenne il famoso filosofo e lo mise a morte. Han Fei Zi si è avvelenato nella sua cella.
Nel 230 a.C. AC, il Qin prese prigioniero il re Ji An, invase e annesse completamente gli Han, di cui fece la commenda di Yingzhuan.

## Le capitali di Han
La famiglia Han prende il nome dalla roccaforte di Hanyuan. Intorno alla metà del VI secolo a.C., il visconte Xuan di Han (Han Xuan-zi) trasferì la sua residenza a Zhou. Nei primi anni del V secolo a.C., il visconte Zheng di Han (Han Zheng-zi) trasferì la sua capitale a Pingyang. In una data successiva al 453 a.C., la capitale degli Han sembra essere stata la città di Yangdi. Nel 375 a.C., sotto il regno del marchese Ai di Han (Han Ai-hou), conquistò lo stato di Zheng e prese come capitale la città di Zheng, chiamata anche Nanzheng (nome moderno: Xinzheng). Nanzheng rimase la capitale di Han fino alla sua caduta sotto le forze di Qin.

## Gente famosa
Oltre a Shen Buhai, Han era la terra di Han Fei Zi, che apparteneva alla famiglia reale. Questo pensatore e filosofo della dottrina forense ispirò le politiche autoritarie del re Ying Zheng, che divenne il primo imperatore della Cina.

## Sovrani di Han
| Titolo                                                                                                   | Nome alla nascita    | Anni di regno       |
| Prima del regno                                                                                          | Prima del regno      | Prima del regno     |
| --- | -------------------- | ------------------- |
| Visconte Xian di Han 韓獻子                                                                              | Han Jue 韓厥         |                     |
| Viscount Xuan di Han 韓宣子                                                                              | Han Qi 韓起          |                     |
| Visconte Zhen di Han 韓貞子                                                                              | Han Xu 韓須          |                     |
| Visconte Jian di Han 韓簡子                                                                              | Han Buxin 韓不信     |                     |
| Visconte Zhuang di Han 韓莊子                                                                            | Han Geng 韓庚        |                     |
| Visconte Kang di Han 韓康子                                                                              |                      |                     |
| Visconte Wu di Han 韓武子                                                                                | Han Qizhang 韓啓章   | 424 a.C. – 409 a.C. |
| Sovrani del regno                                                                                        |                      |                     |
| Marchese Jing di Han 韓景侯                                                                              | Han Qian 韓虔        | 408 a.C. – 400 a.C. |
| Marchese Lie di Han / Marchese Wu di Han 韓烈侯 / 韓武侯                                                 | Han Qu 韓取          | 399 a.C. – 387 a.C. |
| Marchese Wen di Han 韓文侯                                                                               |                      | 386 a.C. – 377 a.C. |
| Marchese Ai di Han 韓哀侯                                                                                |                      | 376 a.C. – 374 a.C. |
| Marchese Gong di Han / Marchese Zhuang di Han / Marchese Yi di Han 韓共侯 / 韓莊侯 / 韓懿侯              | Han Ruoshan? 韓若山? | 374 a.C. – 363 a.C. |
| Marchese Xi di Han / Marchese Zhao di Han 韓厘侯 / 韓昭侯                                                |                      | 362 a.C. – 333 a.C. |
| Re Xuanhui di Han / Re Xuan di Han / Marchese Wei di Han (prima del 323 a.C.) 韓宣惠王 / 韓宣王 / 韓威侯 |                      | 332 a.C. – 312 a.C. |
| Re Xiang di Han / Re Xiang'ai di Han / Re Daoxiang di Han 韓襄王 / 韓襄哀王 / 韓悼襄王                   | Han Cang 韓倉        | 311 a.C. – 296 a.C. |
| Re Xi di Han 韓厘王                                                                                      | Han Jiu 韓咎         | 295 a.C. – 273 a.C. |
| Re Huanhui di Han 韓桓惠王                                                                               |                      | 272 a.C. – 239 a.C. |
| Re Fei di Han / Re An di Han 韓廢王 / 韩王安                                                             | Han An 韓安          | 238 a.C. – 230 a.C. |